# Spodoptera litura
Spodoptera litura is een vlinder uit de familie van de uilen (Noctuidae). De wetenschappelijke naam werd gepubliceerd in 1775 door Fabricius.

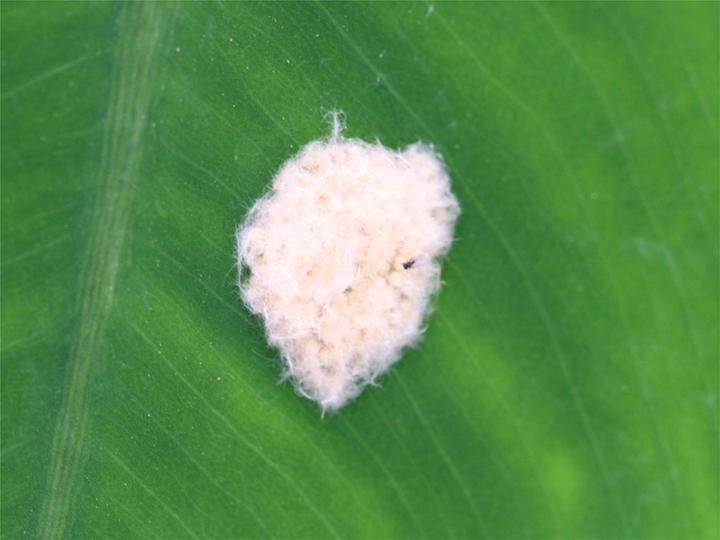
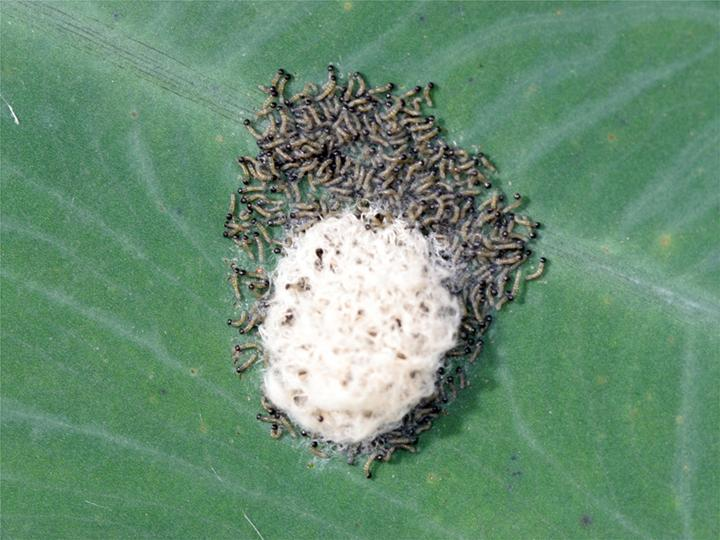
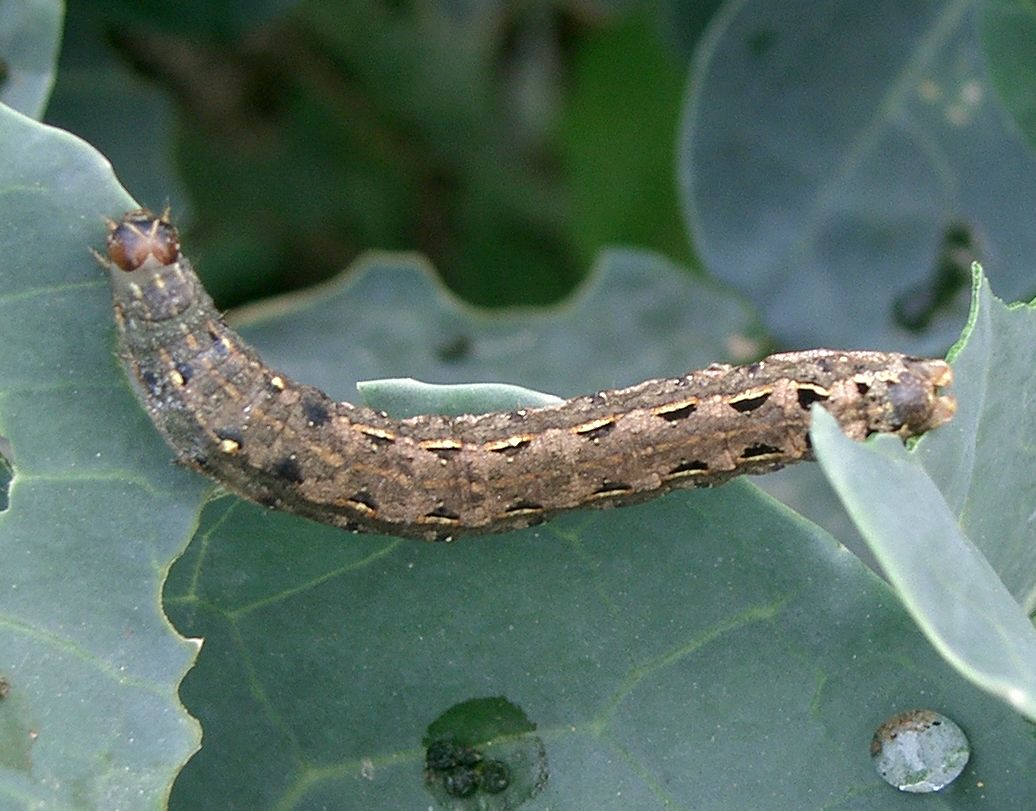
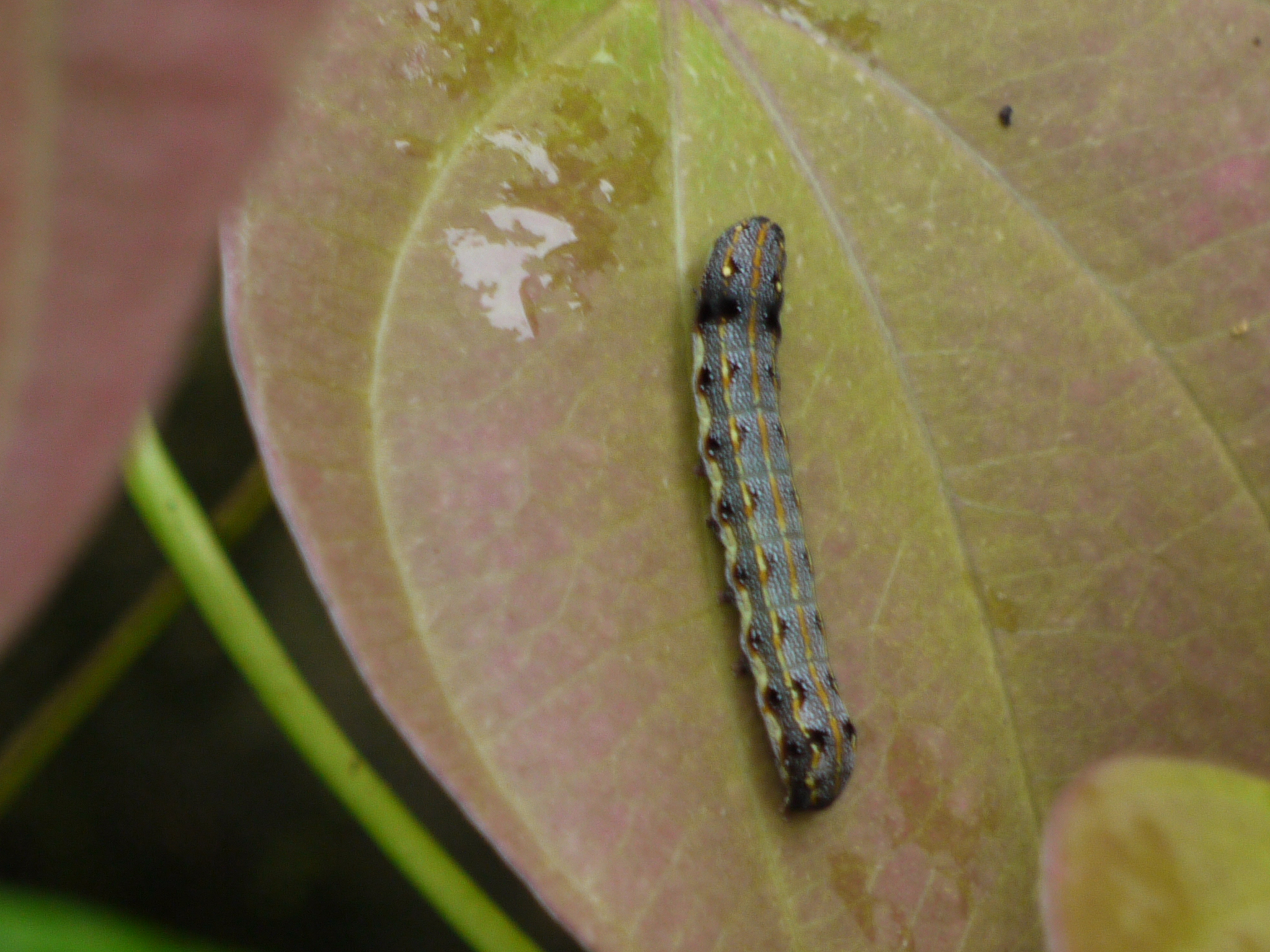
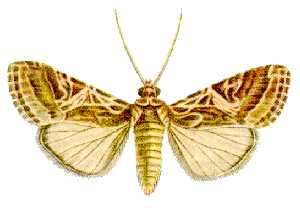
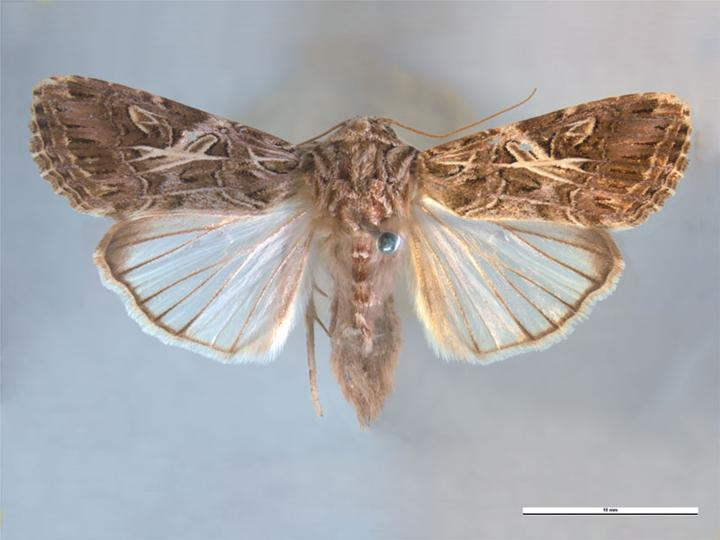
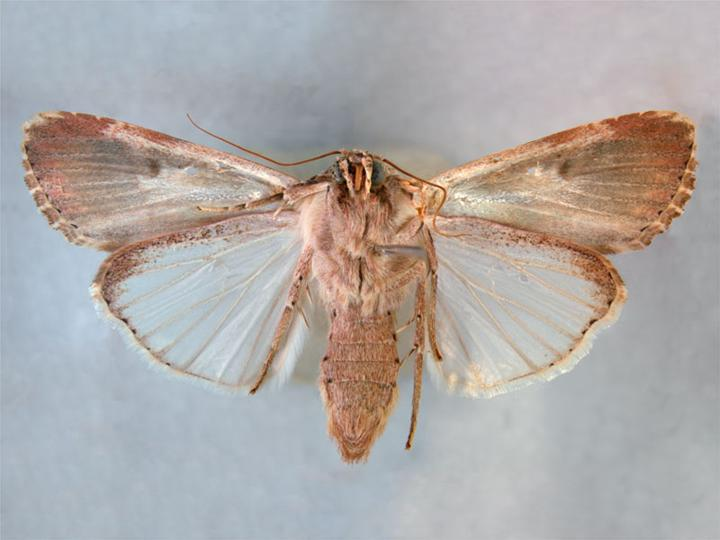
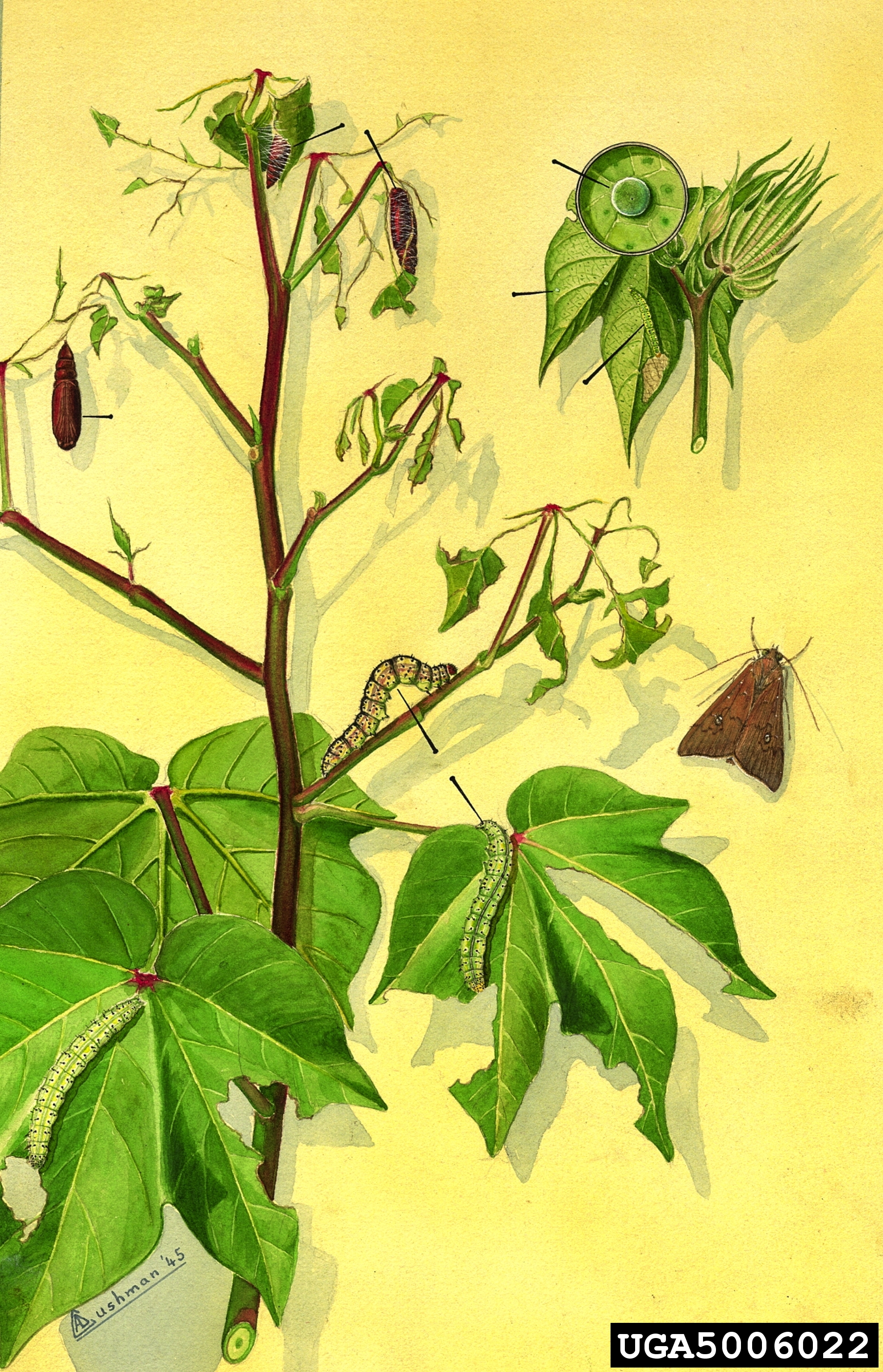